# Camp des Îles Autonomes
Camp des Îles Autonomes (CdIA, engl.: Camp of the Autonomous Islands, dt. „Lager der Autonomen Inseln“) war eine politische Allianz im Staat der Komoren. Sie warb für größere Autonomie der drei Inseln und für weitreichendere Befugnisse für die Gouverneure der einzelnen Inseln.

## Geschichte
Die Koalition entstand vor der Parlamentswahl 2004 und bestand aus dem Mouvement pour la Démocratie et le Progrès (MDP), der Front Démocratique des Comores (FDC), der Chama cha Upvamodja na Mugangna wa Massiwa (CHUMA, 'Partei der Brüderlichkeit und Einheit der Inseln'), der Rassemblement National pour le Développement (RND) und der Parti Comorien pour la Démocratie et le Progrès (PCDP).
Die Allianz erreichte 12 der 18 Direktmandate in den Wahlen 2015 sowie alle 15 der indirekt gewählten Sitze.